# Parc national du Golfe de Finlande oriental
Le parc national du Golfe de Finlande oriental (finnois : Itäisen Suomenlahden kansallispuisto) est un parc national du sud-est de la Finlande, dans la région de la vallée de la Kymi.

## Géographie
C'est un parc largement marin (plus de 98 % de la superficie), regroupant des centaines de petites îles extérieures du golfe de Finlande à la frontière russe. Aucune île ne dépasse 1 km². 
Il s'étend sur 60 km d'est en ouest, loin de toutes les îles habitées.
Ses plus grandes îles sont Kilpisaari, Ristisaari, Ulko-Tammio, Mustaviiri et Pitkäviiri. 
L'île la plus à l'est est Huovari.
Les deux îles les plus proches sont Kaunissaari et Haapasaari, reliées en bateau depuis Kotka et à partir desquelles il est facile d'accéder au parc national. 
En été, un bateau dessert le parc et l'île d'Ulko-Tammio, une des seules à compter un sentier de découverte (3 km), depuis le port de Hamina.
Le parc se situe sur une route migratoire importante. On peut y voir de très nombreuses espèces d'oiseaux. En hiver, le parc est au centre d'une zone de reproduction de phoque gris.
On trouve sur l'île de Mustaviiri un des points de l'arc géodésique de Struve.
Le parc est partagé entre les municipalités de Pyhtää, Kotka, Hamina et Virolahti. Une extension est à l'étude du côté russe de la frontière.